# Aphthona espagnoli
Aphthona espagnoli es un coleóptero de la familia Chrysomelidae. Fue descrita científicamente por primera vez en 1965 por Král.